# Pavel Šremer
Pavel Šremer (* 24. února 1946 Benešov u Prahy) je český biolog a ochránce životního prostředí, bývalý disident, signatář Charty 77, po sametové revoluci československý politik Strany zelených, poslanec Sněmovny lidu Federálního shromáždění.

## Vzdělání a pracovní kariéra
V roce 1968 absolvoval biologii na Přírodovědecké fakultě Univerzity Karlovy v Praze a začal vědecky pracovat v Mikrobiologickém ústavu ČSAV. Byl však uvězněn za své aktivity proti invazi vojsk Varšavské smlouvy do Československa a později pracoval ve Výzkumném ústavu antibiotik a biotransformací . Po přestěhování do Bratislavy ve Výzkumném ústavu drůbežářského průmyslu. Za svůj podpis Charty 77 ho však musel opustit.
K roku 1990 je uváděn bytem Bratislava. V listopadu 1989 spoluzakládal Stranu zelených na Slovensku a rok byl jejím místopředsedou.
V lednu 1990 zasedl v rámci procesu kooptací do Federálního shromáždění po sametové revoluci do Sněmovny lidu (volební obvod č. 150 - Zbehy, Západoslovenský kraj) jako poslanec za Stranu zelených. Ač české národnosti, byl zvolen za slovenský obvod. Ve Federálním shromáždění setrval do konce funkčního období, tedy do svobodných voleb roku 1990. Byl členem výboru pro životní prostředí. Krátce byl také náměstkem federálního ministra životního prostředí Josefa Vavrouška.
V letech 1992 až 1997 byl programovým ředitelem v amerických Mírových sborech v České republice. V letech 1997 až 2003 pracoval v České inspekci životního prostředí a poté v Českém ekologickém ústavu. V letech 2006 - 2010 pracoval na Ministerstvu životního prostředí jako ředitel odboru odpovídajícího za ekologickou politiku.

## Dobrovolné aktivity
Koncem 70. let se zapojil do dobrovolné ochrany životního prostředí v bratislavské organizaci Slovenského svazu ochránců přírody a krajiny (SZOPK). Byl spoluautorem návrhu národního parku Podunají a návrhů řady chráněných území v oblasti Bratislavy, Malých Karpat a Záhoří. V roce 1992 byl zakládajícím členem Společnosti pro trvale udržitelný život a v letech 1997 až 2006 byl jejím předsedou.
V roce 2001 získal Cenu ministra životního prostředí. V červnu 2012 dostal Cenu Josefa Vavrouška.